# Droit nord-chypriote
 (mars 2025).
Le droit nord-chypriote est le droit appliqué dans l'État non reconnu internationalement de république turque de Chypre du Nord (RTCN).

## Sources du droit

### Constitution
La Constitution est la norme suprême de la RTCN et tous les organes de l’État, ainsi que leurs actes, doivent les respecter.
L'article 163 prévoit que le préambule fait partie de la Constitution et, par conséquent, a la même force que celle-ci.

### Normes internationales
Les traités internationaux doivent être ratifiés par l’Assemblée avant de pouvoir entrer en vigueur. Une fois ratifiés, ils ont force de loi

### Législation
Le pouvoir législatif est confié à l'Assemblée,.

### Règlements
L'article 122 dispose qu'un règlement ne peut être adopté que si la Constitution ou une loi le prévoit.

## Sources

## Compléments